# Reiner Ganschow
Reiner Ganschow , né le 22 juin 1945 à Rostock, est un joueur puis entraîneur de handball est-allemand.
Avec l'équipe nationale est-allemande, il remporte deux médailles d'argent aux Championnats du monde en 1970 et en 1974. Il termine également quatrième des Jeux olympiques de 1972 à Munich, où il a joué les six matches et marqué 20 buts, et neuvième du Championnat du monde 1967. Il totalise 754 buts marqués en 206 sélections.
En club, il a débuté à l'Empor Rostock chez les jeunes et y a évolué l'essentiel de sa carrière.
Par la suite, il est le sélectionneur de la Tunisie entre 1983 et 1985. Cette même année, il devient l'entraîneur de l'Empor Rostock avec lequel il remporte deux titres de Champion en 1986, 1987 et quatre Coupes de RDA en 1986, 1987, 1988 et 1989, sa dernière année à la tête du club. En janvier 1994, il rejoint la Suisse et le Grasshopper Club Zurich puis en 1996 le Kadetten Schaffhouse, tout d'abord à la tête de l'équipe junior, puis un an plus tard l'équipe senior avant de retrouver les juniors jusqu'en 2004.